# 1818 en mathématiques
| Années des mathématiques : 1815 - 1816 - 1817 - 1818 - 1819 - 1820 - 1821    |
| Décennies des mathématiques : 1780 - 1790 - 1800 - 1810 - 1820 - 1830 - 1840 |

Cet article présente les faits marquants de l'année 1818 en mathématiques.

## Naissances
- 14 janvier : Ole Jacob Broch (mort en 1889), mathématicien, physicien, économiste et politicien norvégien.
- 18 décembre : Nicolas-Remi Brück (mort en 1870), mathématicien et militaire belge.

## Décès
- 25 mars : Caspar Wessel (né en 1745), mathématicien danois et norvégien.
- 28 juillet : Gaspard Monge (né en 1746), mathématicien français.
- 16 septembre : Daniel Encontre (né en 1762), pasteur et mathématicien français.